# Охрімівка (Чугуївський район)
Охрі́мівка — село в Україні, у Вовчанській міській громаді Чугуївського району Харківської області. Населення становить 625 осіб. До 2020 орган місцевого самоврядування — Охрімівська сільська рада.

## Географія

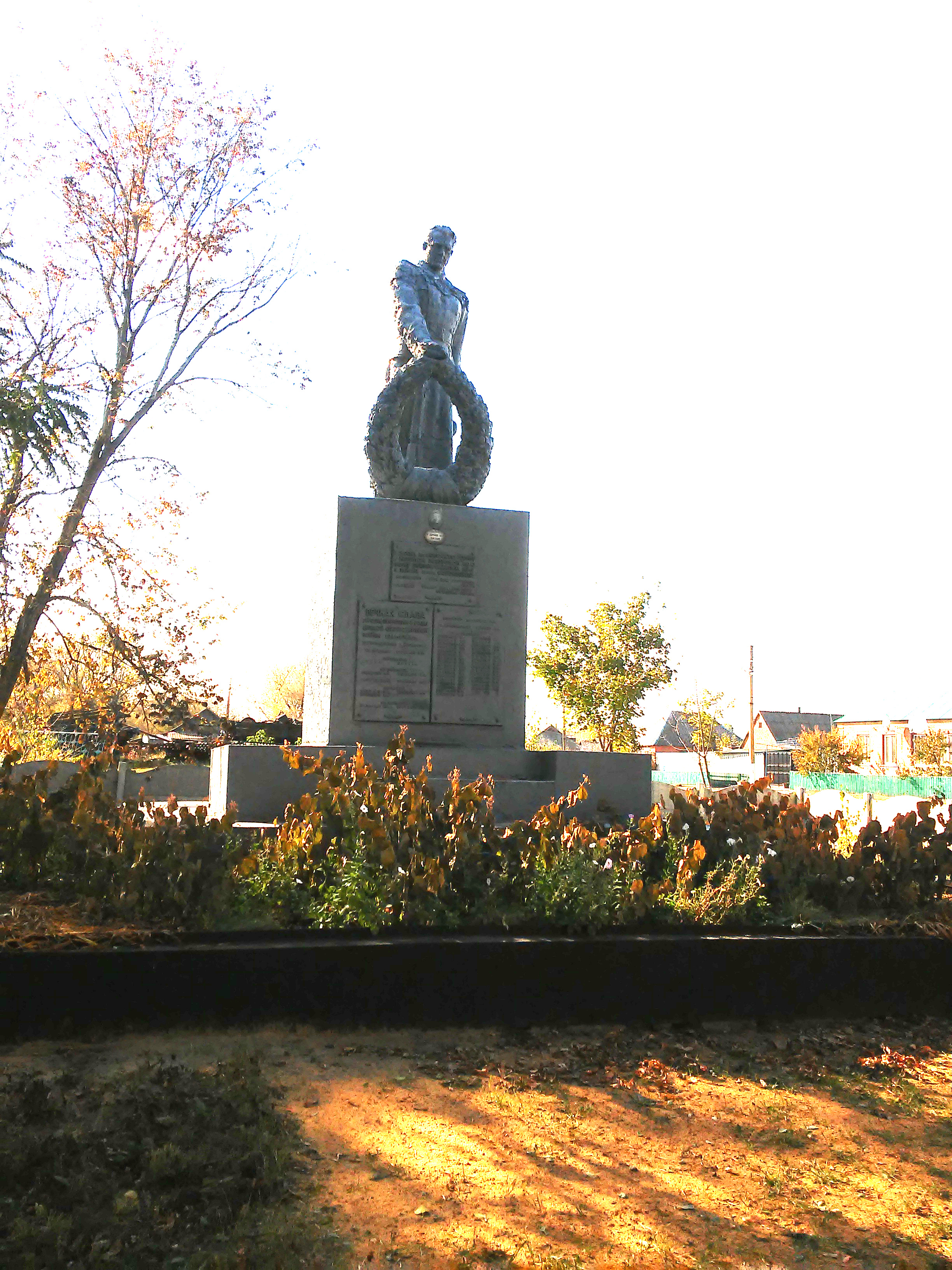
Братьська могила в Охрімівці

Село Охрімівка знаходиться, в основному, на лівому березі річки Вовча в місці впадання в неї річки Плотва, вище за течією за 3 км розташоване село Мала Вовча, нижче за 2 км — село Чайківка. На північно-східній околиці села у річку Вовчу впадає Балка Бузова.

## Історія
Село засноване в 1700 році.
За даними на 1864 рік у казенній слободі Волохівської волості Вовчанського повіту мешкало 1334 особи (659 чоловіків та 675 жінок), налічувалось 72 дворових господарства, існувала православна церква.
Станом на 1914 рік кількість мешканців села зросла до 3502 осіб.
Село постраждало внаслідок геноциду українського народу, проведеного урядом СССР в 1932—1933 роках, кількість встановлених жертв — не менше 10 людей.
12 червня 2020 року, відповідно до Розпорядження Кабінету Міністрів України  № 725-р «Про визначення адміністративних центрів та затвердження територій територіальних громад Харківської області», увійшло до складу Вовчанської міської громади.
19 липня 2020 року, в результаті адміністративно-територіальної реформи та ліквідації Вовчанського району, село увійшло до складу Чугуївського району.

## Економіка
В селі є молочнотоварна і свинотоварна ферми, машинно-тракторні майстерні.

## Пам'ятки
Ботанічний заказник загальнодержавного значення «Вовчанський». Площа, 185,0 га. Рідкісні крейдяні і степові фітоценози на правому березі річки Вовча, унікальне в Україні місце розташування реліктового ендемічного зникаючого виду чагарників — вовчеягідника Софії. У рослинному покриві значна роль належить угрупованням з домінуванням ендемічних, реліктових і зникаючих видів з Європейського Червоного списку. Флора налічує понад 500 видів рослин.

## Значні постаті
- Холін Олександр Борисович (1983—2018) — солдат Збройних сил України, учасник російсько-української війни[8].
- Щербаченко Марія Захарівна — учасниця Другої світової війни, Герой Радянського Союзу, сестра милосердя, нагороджена медаллю Флоренс Найтінгейл.
- Ступницький Василь Петрович (1879–1945) — етнограф, диригент і композитор